# Anthus gutturalis
Anthus gutturalis е вид птица от семейство Стърчиопашкови (Motacillidae).

## Разпространение
Видът е разпространен в Индонезия и Папуа Нова Гвинея.